# 1056 Azalea
1056 Azalea este un asteroid din centura principală, descoperit pe 31 ianuarie 1924, de Karl Reinmuth.